# Contalmaison
Contalmaison település Franciaországban, Somme megyében. Lakosainak száma 122 fő (2022. január 1.). Contalmaison Martinpuich, Bazentin, Courcelette, Fricourt, Ovillers-la-Boisselle, Pozières és Carnoy-Mametz községekkel határos.

## Népesség
A település népességének változása:
| Lakosok száma | 121  | 119  | 118  | 118  | 117  | 117  | 118  | 120  | 122  |
|               | 2013 | 2015 | 2016 | 2017 | 2018 | 2019 | 2020 | 2021 | 2022 |